# 正直になろうよ
「正直になろうよ」（しょうじきになろうよ）は佐藤敦啓（当時・光GENJI SUPER 5）のソロ曲で『忍たま乱太郎 オリジナル・サウンドトラック (1994)』に収録されている。

## 曲の詳細
1. 正直になろうよ [4:11]
作詞：吉田勝、作曲・編曲：馬飼野康二
  - NHK教育アニメ『忍たま乱太郎』イメージソング